# Gozzelino (cancelliere)
Gozzelino (in lingua latina: Canzolinus; fl. XII secolo) fu cancelliere del re normanno Ruggero II di Sicilia (XII secolo).

Mappa politica dell'Italia meridionale nel 1112, il confine del Regno di Sicilia nel 1154.

Gozzelino era un normanno che dal Nord della Francia giunse nel Mezzogiorno d'Italia. Nel 1134 era il luogotenente di Guarino, cancelliere del Regno di Sicilia nella Terra di Lavoro, con il titolo di camerarius. Nel 1135 fu nominato procuratore del Principato di Capua per il giovane principe Alfonso, terzo figlio del re, mentre Guarino aveva le funzioni di reggente. Partecipò agli assedi di Montecassino e di Salerno nel mese di gennaio 1137.
Dopo la morte di Guarino, il 21 gennaio 1137, Gozzelino divenne cancelliere (magister cancellarius); venne poi sostituito da Roberto di Selby (1137).

### Fonti
- Ugo Falcando, Liber De Regno Sicilie
- Romualdo Guarna di Salerno, Chronicon sive Annales

| Controllo di autorità | VIAF (EN) 99116509 · LCCN (EN) nb99168521 |